# Башкирское Зауралье
Башки́рское Заура́лье (баш. Башҡорт Урал аръяғы) — регион на юге и востоке Башкортостана площадью около 17 тысяч квадратных километров. Расположен в районе Магнитогорского синклинория. Сложен в период между ордовикским и каменноугольным периодами. На экологическую обстановку Башкирского Зауралья влияют предприятия по добыче руды и сельское хозяйство. На территории региона располагаются памятники алакульской, андроновской и срубной культур.

## География
Регион расположен на востоке Башкортостана в районе Магнитогорского синклинория и ограничен на западе горными хребтами Ирендык, Крыктытау и Уралтау до широты Белорецка, а также долиной реки Сакмары. Площадь региона составляет около 17 тысяч квадратных километров. Башкирское Зауралье наклонено на восток, рельеф имеет интрузии, мелкую складчатость и разрывные нарушения. Регион сложен в период между ордовикским и каменноугольным периодами из интрузивных (гранита, диорита, перидотита и других) и вулканогенно-осадочных (аргиллита, диабаза, песчаника и других) горных пород. Имеет денудационный рельеф. На западе региона расположены средне- и низкогорья, на востоке ― гряды холмов и равнины. На территории Башкирского Зауралья находятся залежи марганцевых руд, россыпного и рудного золота, халькопирита, хромитов и яшмы.
Территория региона расположена в барьерной тени Уральских гор и в зоне доступности континентальных и тропических воздушных масс из Сибири и Центральной Азии, что влияет на формирование его климата. Среднегодовое количество атмосферных осадков на севере достигает 350―400 миллиметров, на юге ― 270―300 миллиметров. Зима холодная и малоснежная со средней температурой января в −16 °С; лето тёплое и засушливое, средняя температура июля — 18—21 °С, часто (14―15 дней в году) случаются засухи и суховеи. Представлены маломощные грубоскелетные чернозёмы на западе, выщелоченные полноразвитые чернозёмы на востоке, серые лесные почвы на севере, обыкновенные и солонцеватые чернозёмы на юге. На юге региона вдоль границы Башкортостана расположена полезащитная лесная полоса.
Гидрографическая сеть образована реками Урал, Большой Кизил, Сакмара, Таналык и другими, а также озёрами Атавды, Банное, Култубан, Мулдаккуль, Талкас, Ургун, Чебаркуль и другими.

## Экология
На территории региона обитают переходные лесные и степные виды. В сохранившихся лесах по большей части произрастают светлохвойные и мелколиственные деревья. Значительная часть лесов была вырублена. На склонах сопок и увалов преобладают ковыль, типчак и разнотравье. Фауна представлена байбаком, белой куропаткой, глухарём, кабаном, косулями, лисицей, рысью, сусликами и другими.
На экологическую обстановку, в частности, деградацию растительного покрова, обмеление рек и ускорение эрозии почв (на 48 %), влияют предприятия по добыче медного колчедана и золота, а также сельское хозяйство, в том числе освоение целины и нерациональное использование пастбищ.

## Экономика
В регионе возделывается пшеница, ведётся мясомолочное скотоводство и овцеводство. Распахано около 35 % целинных земель. На территории Башкирского Зауралья расположены Баймак, Сибай и Учалы.

## Археология
На 2014 год на территории Башкирского Зауралья было найдено 68 поселений бронзового века, из которых 12 исследовано при помощи стационарных раскопок. Большинство объектов было изучено в 2004—2010 годах. Наиболее крупные раскопы находятся в поселениях Сактар (1566 квадратных метров), Лаимберды (1708 квадратных метров) и Таналык (6500 квадратных метров). На всех обследованных памятниках был найден нерасчленённый культурный слой, содержащий артефакты разных археологических культур, не имеющие точно документированных в стратиграфии хронологических этапов. Формирование смешанных археологических комплексов может быть связано с интенсивными контактами между представителями срубной и алакульской культур, близкими генетически.
Илшат и Руслан Бахшиевы выделяют две основные керамические традиции региона. Первая несёт черты срубных гончарных стереотипов, вторая ― андроновской культуры. Поселения периода позднего бронзового века однородны в культурном плане, они разделены на три основные группы: комплекс алакульской культуры (16 поселений), комплекс развитого этапа срубной общности (21 поселение) и комплекс с доминирующим срубно-алакульским компонентом (28 поселений). Михайловское поселение относится к межовской культуре. Стоянка Камарала-5 содержит керамику саргаринско-алексеевской и срубно-алакульской культур. На поселении Хворостянка I периода медного века были найдены находки позднего бронзового века и срубно-алакульской и алакульской керамики. Алакульские («классические»), срубные («развитые»), фёдоровские и синкретические памятники относятся к периоду с XVIII—XVI веков до нашей эры до XVII—XV веков до нашей эры.
Памятники андроновской культуры в большинстве сконцентрированы в степной зоне, срубной — в лесостепной с включением алакульского слоя на Амангильдинском, Бекешевском и Ново-Байрамгуловском поселениях, а также на стоянке Туишевская IV. Основная часть артефактов алакульской культуры находится в степной зоне Башкирского Зауралья и на территории межгорных долин и восточных предгорий хребта Ирендык (зона лесостепей). На границе двух зон в районе устья реки Бузавлык и среднего течения реки Таналык располагается синкретическая группа срубно-алакульских поселений, которая содержит «чистые» алакульские и срубные образцы керамики.